# Parafia św. Jana Chrzciciela w Mszczonowie
Parafia św. Jana Chrzciciela w Mszczonowie – parafia rzymskokatolicka należąca do dekanatu Mszczonów diecezji łowickiej. Obecny murowany kościół został zbudowany w latach 1861–1864 według projektu architekta Franciszka Tournelle'a.
Parafia liczy 5716 wiernych.

## Historia parafii
Mszczonów w XI i XII w. należał do archidiakonatu czerskiego diecezji poznańskiej. Pierwsze wzmianki o kościele w ówczesnej wsi znalazły się w aktach Archiwum Kapituły Poznańskiej z 1324. 
22 marca 1377 Mszczonów otrzymuje prawa miejskie od księcia mazowieckiego Ziemowita III. 12 października 1380 biskup Mikołaj z Kórnika na prośbę księcia i ks. proboszcza Marcina Szramka na nowo ustanawia granice parafii w skład której wchodziło wówczas miasto i 26 wsi. 
Około roku 1430–1431 z inicjatywy księcia mazowieckiego Ziemowita IV powstał w Mszczonowie kościół murowany z cegły który spłonął w czasie olbrzymiego pożaru miasta w nocy z 15/16 sierpnia 1800. Przez kilkadziesiąt lat nabożeństwa sprawowano w tymczasowej drewnianej kaplicy.
Budowę dzisiejszego kościoła murowanego w stylu toskańskim według projektu Franciszka Tournelle'a rozpoczął w 1861 ks. proboszcz Władysław Polkowski – kanonik kaliski. W 1862 ks. arcybiskup Zygmunt Szczęsny Feliński poświęcił kamień węgielny w budującej się nowej świątyni. Po zesłaniu ks. Władysława Polkowskiego na Sybir do Irkucka budowę kościoła dokończył w latach 1864–1886 jego następca ks. Marian Polkowski.
Uroczystej konsekracji świątyni dokonał w niedzielę 4 listopada 1973 ks. kard. Stefan Wyszyński, prymas Polski.

## Proboszczowie
- 1658–1694 ks. Andrzej Mogielnicki
- 1694–1706 ks. Kazimierz Chodowski
- 1706–1752 ks. Jan Mroczek
- 1752–1763 ks. Antoni Prawdzic Łajszczewski
- 1763–1780 ks. Szymon Magnuszewski
- 1780–1808 ks. Wojciech Wolski
- 1808–1835 ks. Mateusz Kuczyński
- 1835–1846 ks. Józef Filipowicz
- 1846–1861 ks. Leonard Traczykiewicz
- 1861–1864 ks. Władysław Polkowski (zmarł na zesłaniu w Irkucku na Syberii)
- 1864–1886 ks. Marcin Polkowski (budowniczy kościoła)[2]
- 1886–1912 ks. Wacław Gizaczyński
- 1912–1932 ks. Antoni Zakrzewski
- 1932–1939 ks. Józef Wierzejski (zamordowany przez Niemców 11 września 1939)
- 1939–1945 ks. dr Zygmunt Wądołowski
- 1945–1953 ks. Feliks Tan
- 1953–1961 ks. Zygmunt Sankowski
- 1961–1982 ks. dr Henryk Napiórkowski
- 1983–2008 ks. Lucjan Świderski
- 2008–2023 ks. Tadeusz Przybylski
- od 2023   ks. dr Adam Kostrzewa